# Maunder (cràter)
Maunder és un cràter d'impacte que es troba en la cara oculta de la Lluna, just més enllà del terminador occidental. Aquesta regió apareix algunes vegades a la vista durant libracions favorables, però no es pot observar amb molt detall. El cràter es troba en l'extrem nord de la Mare Orientale, dins de l'anell de les muntanyes format pels Montes Rook, sent el cràter més gran d'aquest mar lunar. Al sud-est es troba el cràter Kopff, i al sud es localitza el petit Hohmann.

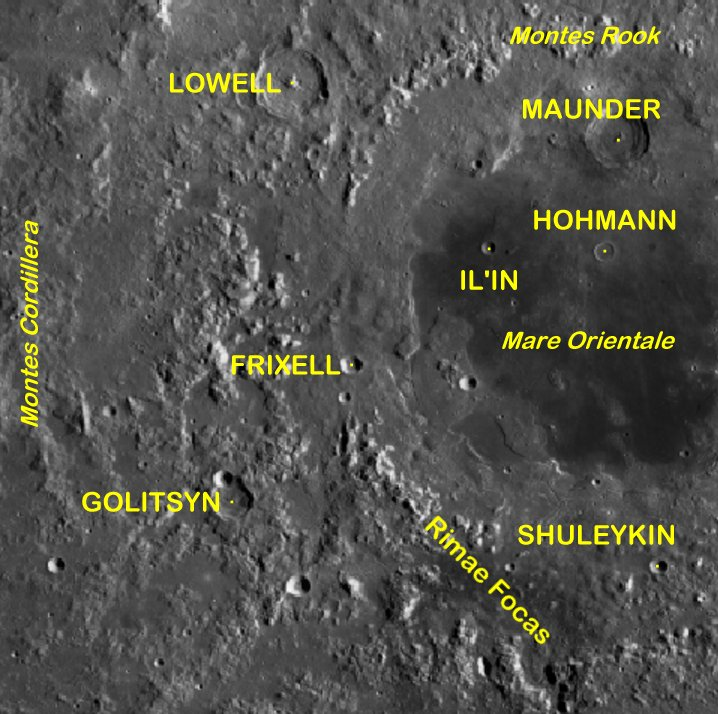
Localització de Maunder (part superior dreta de la imatge). Fotografia de la missió LRO.

La vora de Maunder és aproximadament circular, amb un perfil afilat que no ha estat significativament erosionat. Les parets interiors estan lleugerament terraplenades, amb lliscaments de materials acumulats sobre un sòl interior aspre però anivellat. En el punt central del cràter apareix un doble pic central, sent el pic nord-est el més alt dels dos. Al voltant del cràter es localitza un entorn aspre, i les seves rampes es barregen amb el terreny accidentat en la meitat nord del brocal. Impactes secundaris són visibles en la superfície cap al sud.

## Cràters satèl·lit

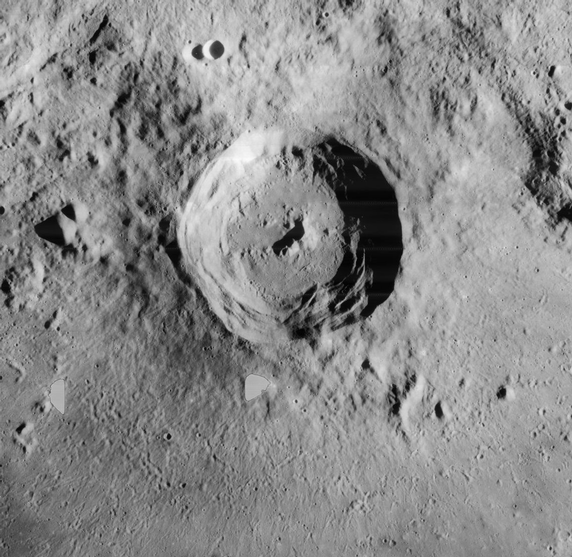
Fotografia de la missió Lunar Orbiter 4 (1967)

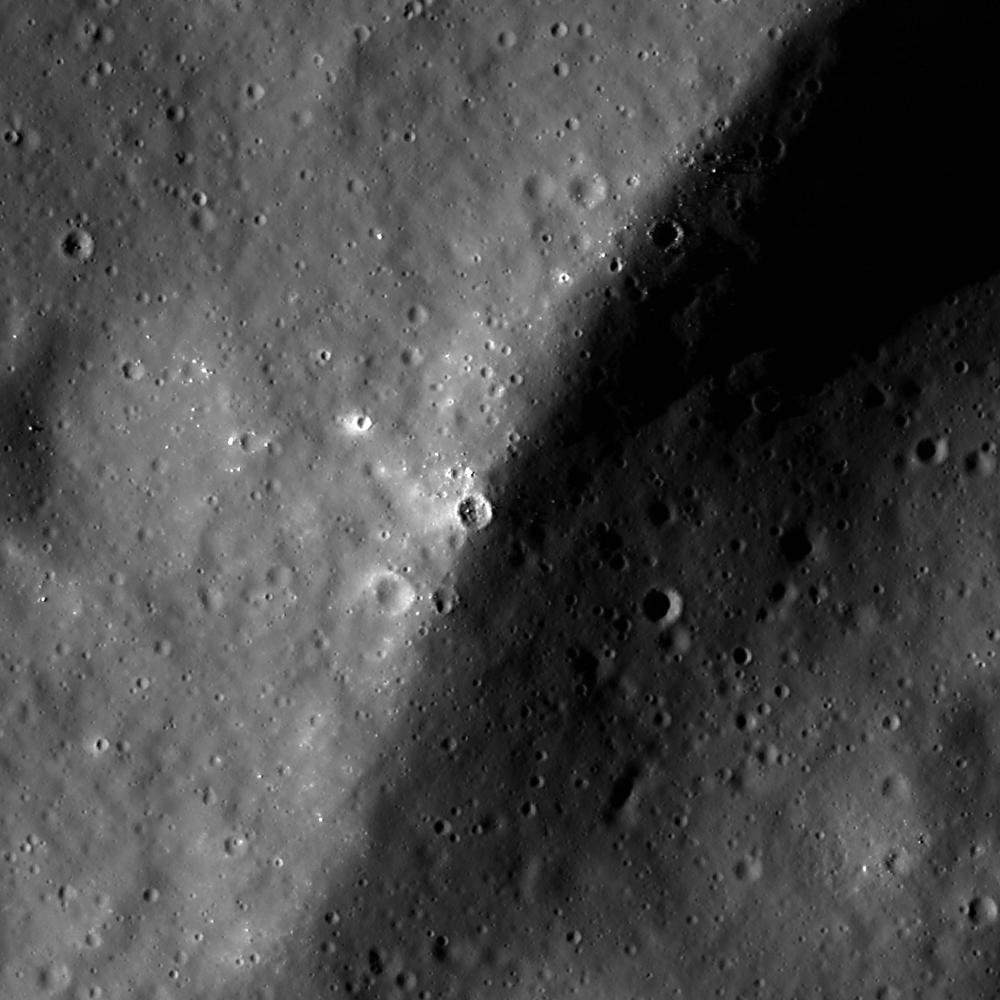
Fotografia de detall (missió LRO)

Per convenció aquests elements són identificats en els mapes lunars posant la lletra en el costat del punt mitjà del cràter que està més proper a Maunder.
|         | \| Maunder \| Coordenades \| Diàmetre \| \| ------- \| ---------------------------------- \| -------- \| \| A \| 3° 12′ S, 90° 30′ O / 3.2°S,90.5°O \| 15 km \| \| B \| 9° 00′ S, 90° 18′ O / 9.0°S,90.3°O \| 17 km \| |          |
| Maunder | Coordenades | Diàmetre |
| A       | 3° 12′ S, 90° 30′ O / 3.2°S,90.5°O | 15 km    |
| B       | 9° 00′ S, 90° 18′ O / 9.0°S,90.3°O | 17 km    |

Els següents cràters han estat canviats el nom per la UAI:
- Maunder Z — Vegeu Couder (cràter).